# Михайловский район (Криворожский округ)
Михайловский район — административно-территориальная единица Криворожского округа.

## История
Образован 7 марта 1923 года в составе Криворожского округа Екатеринославской губернии из Ново-Николаевской, Михайловской, Каменской и Бузулукской волостей с центром в селе Михайловка.
По данным Екатеринославского губернского статистического бюро на 1 января 1925 года в состав района входило 13 сельсоветов:
29 сентября 1926 года район расформирован, территории:
- Злотоустовского, Марьевского, Ново-Николаевского и Базавлучокского сельсоветов, сёл Натальевки, Приюта и Сорочино Сорочинского сельсовета присоединены к Софиевскому району Криворожского округа;
- Владимирского, Петропавловского, Алексеевского, Базавлукского, Каменского, Михайловского, Софиевского и Екатериновского сельсоветов, сёл Елизаветполье и Радушное, приселков Ново-Владимировка, Вольное, Малая-Тарановка и Бурлацко-Волчий и коллектива «Марксфельдсовета», Штейнбах с хутором Федькой и колфондом № 24 Сорочинского сельсовета присоединены к Апостоловскому району Криворожского округа;
- сёл Анновки и Ново-Дмитриевки, посёлков Весёлого, Ново-Марьинского, Львова, Дубового и коллективов «Красный Ручей», «Новая Заря» и «Новый Путь» с прилегающими к ним госфондами Елизаветпольского сельсовета присоединены к Криворожскому району Криворожского округа;
- посёлка «Новая Жизнь» и колхоза «Калиновка» присоединены к Широковскому району того же округа[3].

## Характеристика
На территории района было 5199 хозяйств, население 24 189 человек (11 706 мужского и 12 483 женского пола).